# Werner Kaempfe
Hans Werner Kaempfe (* 6. März 1930 in Magdeburg; † zwischen 16. und 19. Dezember 2020 in Greifswald) war ein deutscher Übersetzer, Verlagslektor und Schriftsteller.

## Leben
Kaempfe wuchs in Magdeburg auf. Nach dem Abitur ging er an die Ernst-Moritz-Arndt-Universität in Greifswald und studierte dort Slawistik. Anschließend wurde er Lektor für den Verlag Volk und Welt in Ost-Berlin und später Übersetzer und Lektor für russische, litauische, tschechische und rumänische Literatur.
Kaempfes bisher dokumentierte Übersetzertätigkeit begann 1958 mit der Übersetzung von Erzählungen, später folgte in mehreren Auflagen das Buch Die verbotene Frucht: Erzählungen über Kinder. In seiner knapp fünf Jahrzehnte dauernden Schaffensperiode machte Kaempfe u. a. Grigori Baklanow, Wladimir Bogomolow, Andrej Platonow, Simonow, Nikolai Alexandrowitsch Maschkin, Maxim Gorki und Wassili Makarowitsch Schukschin in deutscher Sprache verfügbar und bekannt.
| Personendaten    | Personendaten                                          |
| ---------------- | ------------------------------------------------------ |
| NAME             | Kaempfe, Werner                                        |
| ALTERNATIVNAMEN  | Kaempfe, Hans Werner (vollständiger Name)              |
| KURZBESCHREIBUNG | deutscher Übersetzer, Verlagslektor und Schriftsteller |
| GEBURTSDATUM     | 6. März 1930                                           |
| GEBURTSORT       | Magdeburg                                              |
| STERBEDATUM      | zwischen 16. Dezember 2020 und 19. Dezember 2020       |
| STERBEORT        | Greifswald                                             |